# اقتلني لأنني أموت!
اقتلني لأنني أموت! (الإسبانية:!!!Mátenme porque me muero¡¡¡) هو فيلم مكسيكي كوميدي عام 1951 من إخراج إسماعيل رودريغيز وبطولة جيرمان فالديس وأوسكار بوليدو ويولاندا مونتيس.
في هذا الفيلم فاز تين تان للتو باليانصيب ويريد التبرع به إلى دار للأيتام. تريد سى تاإلا وريبيريتا الاحتفاظ بالمال لأنفسهم. في محاولة للقيام بذلك يقنعونه بأنه مصاب بمرض عضال ويقترحون أن الانتحار هو أفضل خيار له.

## روابط خارجية
- اقتلني لأنني أموت! على موقع IMDb (الإنجليزية)
- اقتلني لأنني أموت! على موقع فيلمافينيتي (الإسبانية)
- اقتلني لأنني أموت! على موقع قاعدة بيانات الفيلم (الإنجليزية)
- اقتلني لأنني أموت! على موقع ليتربوكسد (الإنجليزية)
- اقتلني لأنني أموت! على موقع كينوبويسك (الروسية)